# Portugal aux Jeux olympiques d'hiver de 2006
Cet article contient des informations sur la participation et les résultats du Portugal aux Jeux olympiques d'hiver de 2006 à Turin en Italie. Le Portugal était représenté par un athlète.

## Médailles
|          | Médaille d'or | Médaille d'argent | Médaille de bronze | Total |
| -------- | ------------- | ----------------- | ------------------ | ----- |
| Portugal | 0             | 0                 | 0                  | 0     |

## Épreuves

### Ski de fond
Hommes
- Danny Silva